# World Uyghur Congress
Il World Uyghur Congress (in uiguro دۇنيا ئۇيغۇر قۇرۇلتىيى, Dunya Uyghur Qurultiyi; 世界維吾爾代表大會T, 世界维吾尔代表大会S, Shìjiè Wéiwú'ěr Dàibiǎo DàhuìP) è un'organizzazione internazionale di esiliati uiguri che aspira a "rappresentare gli interessi collettivi del popolo uiguro" sia dentro che fuori la Regione Autonoma Uigura dello Xinjiang della Repubblica Popolare Cinese. Il WUC si descrive come un movimento pacifico e non violento che si oppone a ciò che considera l'occupazione cinese del Turkestan orientale ed esorta a rifiutare il totalitarismo, l'intolleranza religiosa e il terrorismo come forme di politica.  Il governo e i media cinesi hanno definito il WUC come il portavoce del terrorismo nello Xinjiang.
Il WUC ha sede a Monaco di Baviera e fa parte dell'Organizzazione delle nazioni e dei popoli non rappresentati. Non ci sono legami noti tra il Congresso e il Movimento Islamico del Turkestan Orientale, un'organizzazione terroristica. Il Congresso riceve fondi dalla National Endowment for Democracy degli Stati Uniti d'America, un'organizzazione semi-autonoma finanziata dal Congresso degli Stati Uniti.

## Storia
Il congresso è stato creato il 16 aprile 2004 in una riunione a Monaco di Baviera per riunire vari esiliati uiguri che chiedevano una maggiore autonomia, tra cui il World Uyghur Youth Congress (WUYC), creato nel novembre 1996, e alcuni membri dell'East Turkestan National Congress (ETNC), nato a seguito di una scissione interna sulla questione dell'autonomia e dell'indipendenza. Altri gruppi uiguri, kazaki e turcici formarono il Governo in esilio del Turkestan Orientale.
Il 18 aprile 2004 venne eletto Erkin Alptekin come primo presidente e Dolkun Isa come segretario generale. Tra il 24 e il 27 novembre 2006 Rebiya Kadeer è stata eletta presidente nella seconda assemblea generale del WUC. Il Congresso si è riunito in sei assemblee nel 2004, 2006, 2009, 2012, 2016 e 2017. Dal novembre 2017, il presidente del WUC è Dolkun Isa.
Nel 2019, il World Uyghur Congress ha ricevuto il Democracy Award della National Endowment for Democracy per la promozione della democrazia, dei diritti umani e della libertà per il popolo uiguro e l'utilizzo di mezzi pacifici, nonviolenti e democratici per aiutare gli Uiguri a raggiungere l'autodeterminazione.

## Obiettivi
Il WUC ha accusato l'ex leader del Partito Comunista Cinese Mao Zedong di aver colonizzato lo Xinjiang e rinnegato le promesse di garantire l'autodeterminazione della regione. Secondo il WUC, il suo principale obiettivo è quello di "promuovere il diritto del popolo uiguro a usare mezzi pacifici, nonviolenti e democratici per determinare il futuro politico del Turkestan Orientale". L'organizzazione ha dichiarato l'intenzione di lavorare con i governi nel mondo e formare una "opposizione pacifica" alle politiche del governo cinese nello Xinjiang, affermando che il trattamento degli Uiguri rischia di far diventare la regione una "bomba a tempo". Il primo presidente del WUC Erkin Alptekin descrisse i cinesi han come "colonizzatori intenzionati a sostituirci con il loro popolo e assimilare chi rimane di noi, spazzando via la nostra cultura" Il WUC ha anche affermato che la Cina esagera la minaccia dei terroristi islamici per giustificare la repressione nella regione.
Il WUC, come l'Uyghur American Association based di Washington, usa i mass media e i propri siti per informare la comunità internazionale delle presunte violazioni dei diritti umani nella Regione autonoma dello Xinjiang. Ciò è stato descritto come una forma di "cyber-separatismo" supportato in parte dai ricchi uiguri del medio oriente. Alcuni giornali in Kazakistan e Kirghizistan ristampano gli articolai dal sito in uiguro e russo.

## Leadership

### Comitato guida
Essendo il congresso formato da un numero di gruppi uiguri internazionali, i suoi leader sono situati in diversi paesi del mondo:
| Carica                                 | Nome                        | Posizione          |
| -------------------------------------- | --------------------------- | ------------------ |
| Presidente                             | Dolkun Isa                  | Germania           |
| Leader speciale                        | Rebiya Kadeer               | USA                |
| Capo consigliere                       | Erkin Alptekin              | Germania           |
| Vice Presidente                        | Perhat Muhemmed Erkin Ekrem | Germania Turchia   |
| Presidente del comitato esecutivo      | Omer Kanat                  | USA                |
| Vice presidente del comitato esecutivo | Semet Abla Erkin Exmet      | Turchia Kazakistan |
| Portavoce                              | Dilshat Reshit              | Svezia             |
| Direttore del comitato giovanile       | Haiyuer Kuerban             | Germania           |

Il congresso mantiene anche rappresentanti in Australia, Belgio, Danimarca, Francia, Kirgizistan, Giappone, Svezia e Regno Unito. Il presidente Kadeer ha incontrato l'ex presidente USA George Bush nel giugno 2007, e gli ufficiali del Foreign and Commonwealth Office del Regno Unito nell'ottobre dello stesso anno.

## Presidenti
- Erkin Alptekin (18 aprile 2004 - 27 novembre 2006)
- Rebiya Kadeer (27 novembre 2006 - 12 novembre 2017)
- Dolkun Isa (12 novembre 2017 - in carica)